# Czarnowo Wielkie
Czarnowo Wielkie [t͡ʂarˈnɔvɔ ˈvjɛlkʲɛ] (deutsch (Groß) Jodupp, 1938–1945 Holzeck) ist eine kleine Waldsiedlung (polnisch: osada leśna) in der polnischen Woiwodschaft Ermland-Masuren. Sie gehört zur Stadt- und Landgemeinde Gołdap (Goldap) im Powiat Gołdapski (Kreis Gołdap).

## Geographische Lage
Czarnowo Wielkie liegt im Nordosten der Woiwodschaft Ermland-Masuren im Südwesten des Landschaftsparks Rominter Heide (park krajobrazowy Puszczy Rominckiej). Nur wenige hundert Meter weiter nördlich verläuft die polnisch-russische Staatsgrenze, im Süden erstreckt sich das Groß Moosbruch (Rezerwat torfowiskowy Mechacz Wielki).

## Geschichte
Das einstige Dorf Groß Jodupp wurde im Jahr 1874 in den neu errichteten Amtsbezirk Gehlweiden eingegliedert, der bis 1945 bestand und zum Kreis Goldap im Regierungsbezirk Gumbinnen der preußischen Provinz Ostpreußen gehörte.
In Groß Jodupp lebten im Jahr 1910 105 Menschen. Am 30. September 1929 schlossen sich die Landgemeinden Groß Jodupp und Mittel Jodupp (Czarnowo Średnie) und ein Teil des Gutsbezirks Jagdhaus Rominten (Raduschnoje, heute auf russischem Staatsgebiet gelegen) zur neuen Landgemeinde Jodupp (Sitz in Groß Jodupp) zusammen. Die Gesamteinwohnerzahl belief sich 1933 auf 225 und betrug 1939 gleichbleibend 225.
Groß Jodupp wurde am 3. Juni (amtlich bestätigt am 16. Juli) 1938 in Holzeck umbenannt. Im Jahr 1945 kam der Ort in Kriegsfolge mit dem südlichen Ostpreußen zu Polen und heißt seither Czarnowo Wielkie. Die Siedlung ist eine Ortschaft im Verbund der Gmina Gołdap im Powiat Gołdapski. Gehörte der Ort von 1975 bis 1998 noch zur Woiwodschaft Suwałki, so ist er seither Teil der Woiwodschaft Ermland-Masuren.

## Religionen
Die mehrheitlich evangelische Bevölkerung Groß Jodupps war vor 1945 in das Kirchspiel der Kirche Goldap eingepfarrt und gehörte zum Kirchenkreis Goldap in der Kirchenprovinz Ostpreußen der Evangelischen Kirche der Altpreußischen Union. Auch die Pfarrkirche der wenigen Katholiken stand in Goldap innerhalb des Bistums Ermland.
Auch heute besteht der kirchliche Bezug der Bewohner Czarnowo Wielkies nach Gołdap, wobei die mehrheitlich katholische Einwohnerschaft nun in das Dekanat Gołdap innerhalb des Bistums Ełk (Lyck) der Katholischen Kirche in Polen eingegliedert ist. Die evangelische Kirchengemeinde Gołdap ist jetzt eine Filialgemeinde der Pfarrei in Suwałki und gehört zur Diözese Masuren der Evangelisch-Augsburgischen Kirche in Polen.

## Verkehr
Czarnowo Wielkie liegt zehn Kilometer von der Kreisstadt Gołdap entfernt und ist über Nebenstraßen von der Woiwodschaftsstraße DW 651 über Jurkiszki (Jörkischken, 1938–1945 Jarkental) bzw. Pluszkiejmy (Plautzkehmen, 1938–1945 Engern) zu erreichen. Eine Bahnanbindung besteht seit 1945 nicht mehr, als die Bahnstrecke Goldap–Szittkehmen mit der nächstgelegenen Bahnstation Meschkrupchen (Meszno) außer Betrieb gestellt wurde.